# Faro (imię)
Faro – imię męskie pochodzenia germańskiego, od germ. fara – "podróż". Patronem tego imienia jest św. Faro, biskup Meaux (VII wiek).
Faro imieniny obchodzi 28 października.